# Fusarium mangiferae
Fusarium mangiferae är en svampart som beskrevs av Britz, M.J. Wingf. & Marasas 2002. Fusarium mangiferae ingår i släktet Fusarium och familjen Nectriaceae.   Inga underarter finns listade i Catalogue of Life.